# Гвидо де Монтанор
Гви́до де Монтано́р (лат. Guido de Montanor; XIV или XV век) — греческий или французский алхимик.

## Биография
Несмотря на то, что об этом алхимике пишут многие его коллеги начиная с XIV века, информации о его биографии крайне мало и она крайне противоречива. Различные источники упоминают его под именами Guido de Montanor, Guido di Montanor, Guidone di Montanor (а также Montaner или Montaynor). Некоторые источники также иногда именуют его Guidonis Magni de Monte, из-за чего его часто путают с французским теологом XIV века Ги де Монроше, с которым у него, по-видимому, не было ничего общего. Столь же неясным остаётся этническое происхождение: так английский алхимик Джордж Рипли (ок. 1415 — ок. 1490) именовал его «греком», а немец Михаэль Майер (1568—1622) уверял, что Монтанор «был без сомнения французом». Столь же неясным остаётся время жизни Гвидо — одни источники считают, что он жил не позднее начала XIV века, другие полагают, что он был современником Рипли (то есть, действовал во второй половине XV века).

## Сочинения
По-видимому, бо́льшая часть из написанного Гвидо де Монтанором до нас не дошла. Один из приписываемых ему текстов сохранился в рукописи XV века под названием Notabilia Guidonis Montaynor; его расширенная печатная версия под названием De arte chymica libellus относится к 1625 году — однако, ни одно из этих сочинений не дошло до нас в полном объёме. Другими сочинениями Гвидо считаются Scala philosophorum и Decreta chymica. Кроме того, существует большое количество различных алхимических рецептов, приписываемых Гвидо, разбросанных по разным рукописям начиная с XV века. Также на произведения Монтанора ссылаются в своих работах различные другие европейские алхимики — такие, как Джордж Рипли и Джон Ди.